# Stor-Björkvattnet (Lappland)
Stor-Björkvattnet ist ein See in der Gemeinde Storuman im Västerbottens län in der schwedischen historischen Provinz Lappland. Er liegt auf einer Meereshöhe von 392,1 m ö.h. und ist 25,4 km² groß und hat eine größte Tiefe von 65,5 Metern. Der von dem aus dem westlich gelegenen Abelvattnet kommende Fluss Gejmån gespeiste See ist der höchstgelegene einer Kette von Seen, die talseitig von den Seen Lill-Björkvatnet, Gardiken, Umnässjön und Storuman gebildet wird. Die Entfernung zum Meer beträgt 364 km.
Der rund 12 lange und bis zu 4 km breite See liegt östlich des Bergs Södra Storfjället. Er erstreckt sich von seinem oberen Ende im Nordwesten zu seinem Ausfluss im Südosten. Er wird an seinem Nordostufer von einer Nebenstraße begleitet, die in Västansjö vom Europaväg 12 nach Süden abzweigt und in Ajaureforsen die E 12 wieder erreicht.